# Rodovia dos Bandeirantes
La Autopista de los Bandeirantes (designación oficial SP-348) es una carretera en el estado de São Paulo, Brasil.
Una vez que se superó la capacidad de tráfico de la Autopista Anhangüera (SP-330) en la década de 1960, el gobierno del estado decidió construir otra autopista, con una capacidad mucho mayor y un diseño moderno, que conectara directamente la ciudad de São Paulo con Jundiaí, Campinas y se uniera a Anhangüera justo después de Campinas. Esta autopista, una de las primeras en Brasil con seis carriles, se abrió al tráfico en 1978. La autopista siempre ha sido de peaje y, desde 1998, está administrada mediante un contrato estatal con una empresa privada llamada AutoBan.
Posteriormente, en 2001, se amplió la autopista hasta Santa Bárbara d'Oeste, fusionándose con la autopista Washington Luis (SP-310), y conectando así a las ciudades de Río Claro, São Carlos, Araraquara, y São José do Rio Preto. En 2006, se ampliaron a 4 carriles en cada sentido entre São Paulo y Jundiaí. Actualmente, es la principal vía de comunicación entre varias ciudades industriales importantes alrededor de São Paulo y Campinas, así como el Aeropuerto de Viracopos, el segundo aeropuerto de carga más transitado del país.
La autopista lleva el nombre de los bandeirantes, valientes exploradores del interior de Brasil en los siglos XVI y XVII, cuyas expediciones a través de las selvas tropicales fueron la base para el desarrollo de las principales vías del sistema de carreteras de São Paulo.

## Historia
La Autopista de los Bandeirantes, cuyo nombre oficial es SP-348, fue inaugurada el 28 de octubre de 1978 por el entonces presidente de Brasil, Ernesto Geisel. Recibe su nombre en homenaje a los Bandeirantes, audaces exploradores del interior de Brasil en los siglos XVI y XVII, que recorrieron selvas tropicales y abrieron caminos para el desarrollo del sistema de carreteras de São Paulo.
Cuando se superó la capacidad máxima de tráfico en la Rodovia Anhanguera en la década de 1960, el gobierno decidió construir otra carretera con una capacidad mucho mayor. Esta carretera, construida según un diseño moderno (es una de las primeras carreteras en Brasil en tener seis carriles), conecta la ciudad de São Paulo con Campinas. Además, la carretera une el municipio de São Paulo con el municipio de Cordeirópolis.
En mayo de 1998, el entonces gobernador del estado de São Paulo, Mario Covas, en una serie de privatizaciones, transfirió la administración de la carretera a la empresa AutoBAn, del grupo CCR. Bajo la gestión de esta empresa, la carretera se modernizó y se extendió hasta el municipio de Cordeirópolis, en un tramo adicional de 78 km, con acceso en el km 168 a la autopista Washington Luís hacia São Carlos y São José do Rio Preto, y con acceso en el km 173 a la autopista Anhanguera hacia Araras y Ribeirão Preto.
En 2006, el tramo entre São Paulo y Jundiaí fue ampliado a 8 carriles.
Actualmente, es considerada por muchos como una de las mejores autopistas de Brasil.